# Anna Leonowens
Anna Leonowens (Ahmednagar, India británica; 6 de noviembre de 1831-Montreal, Canadá, 19 de enero de 1915) fue una profesora y escritora, principalmente conocida por sus publicaciones sobre los años que pasó en Siam impartiendo clases de inglés a los hijos del rey Mongkut.
En 1862, viajó a Siam con su hijo Louis, donde permaneció cinco años, para enseñar a los hijos del rey Mongkut. Emigró a Montreal en 1886, donde murió en 1915.

## Relaciones con el rey Mongkut
El rey tenía un carácter complejo. Culto e inteligente, estaba sin embargo limitado por su propia educación y tradiciones. El rey debía de tener un cierto grado de respeto por la mujer europea, de otro modo no la habría empleado como uno de los maestros a quienes confió la educación de sus muy amados hijos.
Leonowens escribió sobre la tortura y ejecución de una chica, Tuptim, en su segundo libro, Romance of the Harem (Romance del harén). El libro es una colección de historias acerca de siameses oprimidos. La historia ilustra cómo diferentes ideas siamesas de justicia y religión que fueron frecuentes durante la Era Victoriana del Imperio británico, mucho menos en boga en el siglo XX.
La marcha de Anna de Siam no tuvo, como popularmente se cree, nada que ver con la muerte del rey, y él no le suplicó que permaneciera. Además, ella estaba en proceso de negociar el regreso a su corte cuando este se puso enfermo y murió. Chulalongkorn, con quince años, le escribió una cálida carta de agradecimiento por sus servicios, pero no la invitaba a volver a Siam.
Que el rey tuvo a Anna en buena estima se manifiesta en el hecho de que tanto ella como su hijo fueron mencionados en el testamento del monarca, aunque nunca recibirían su legado.

## Anna Leonowens en la ficción
- Anna and the King of Siam, novela de Margaret Landon (1944)
- Ana y el rey de Siam, película de 1946
- El rey y yo, musical de 1951
- El rey y yo, película de 1956
- Anna and the King, serie de televisión de 1972
- El rey y yo, película animada de 1999
- Anna and the King, película de 1999